# Isabelle Ebanda
Isabelle Ebanda (sinh ngày 23 tháng 2 năm 1936) là một chính trị gia người Cameroon.

## Cuộc sống ban đầu và giáo dục
Ebanda được sinh ra là Isaballe Massoma tại Douala vào ngày 23 tháng 2 năm 1936. Bà được đào tạo như một giáo viên tại Trường đào tạo Phó giáo viên Ebolowa. Sau đó, bà đã lấy được bằng từ Lycée General-Leclerc vào năm 1957.

## Sự nghiệp
Ebanda bắt đầu giảng dạy tại trường bàng lập Mbanga năm 1958, sau đó chuyển đến Lycée des jeans đầy de New-Bell ở Douala vào năm 1970.
Ebanda gia nhập Liên minh Cameroon vào năm 1959 và là đại biểu tại văn phòng bộ phận của đảng ở Wouri. Khi một đảng duy nhất Liên minh Quốc gia Cameroon được thành lập vào năm 1966, bà trở thành chủ tịch của Tổ chức Phụ nữ.
Ebanda được bầu làm đại biểu Quốc hội cho Wouri năm 1970. Bà là phó phụ nữ đầu tiên ở tỉnh Littoral. Năm 1974, bà trở thành thành viên của ủy ban quốc hội về tài chính, luật hiến pháp, giáo dục và các vấn đề xã hội. Bà rời Quốc hội năm 1988.
Năm 1988, Ebanda được bổ nhiệm làm Cán bộ tại Bộ phận Châu Âu của Bộ Ngoại giao. Sau đó, bà được thăng chức thành người đứng đầu Trung và Đông Âu. Năm 2002, bà được bổ nhiệm làm chủ tịch Đài quan sát bầu cử quốc gia ở Douala.
Vào năm 2013, Ebanda là khách mời đặc biệt tại một buổi lễ hòa giải ở Wouri.

## Giải thưởng và danh dự
- Huân chương bàng trạng cao quý cho việc giữ gìn hòa bình và hòa bình ở Cameroon, 2000